# Schijnheilig bloed
Schijnheilig Bloed is het 136ste stripverhaal van De Kiekeboes. De reeks wordt getekend door striptekenaar Merho. Het album verscheen op 24 april 2013.

## Verhaal
Mona is het beu. Ze zit samen met haar vampierenfamilie in een muffe crypte onder de Heilig-Bloedkapel in Brugge en dat is niet naar haar zin. En waarom verdwijnt haar Benny elke nacht spoorloos? Wanneer er ook nog een demente bisschop in de kelders verdwaalt en Vladje van hem een vampier maakt, is de maat vol. Intussen genieten de Kiekeboes boven de grond van een fijn weekendje Brugge, niet wetende dat het verblijf voor een paar van hen zal eindigen in een crematorium.

## Achtergronden bij het verhaal
- De plot werd geïnspireerd door de pedofilieschandalen in de Rooms-Katholieke Kerk, met name rond Roger Vangheluwe.
- De cover en de titel van het album zijn geïnspireerd door een album van Suske en Wiske, namelijk: Heilig bloed.